# اریول
شهر اُریول (به روسی: Орёл) در کشور روسیه و در استان اریول واقع شده‌است. شهر اریول در کنار رود اوکا واقع شده که از شاخه‌های بزرگ رود ولگا است.
زمین‌های حومه اریول خاکی بسیار حاصل‌خیز دارد و کشاورزی در این منطقه بسیار مهم است. نام اریول به معنی عقاب است و عقاب در نشان شهر نیز دیده می‌شود.
شهر اریول در جنگ جهانی دوم از سوم اکتبر ۱۹۴۱ تا ۸ مه ۱۹۴۳ به تصرف نیروهای آلمانی درآمد. این شهر در جریان نبرد کورسک آزاد شد اما با ویرانی شدیدی روبه‌رو شد.